# El Rancho del Pájaro Amarillo (animación)
Sítio do Picapau Amarelo en español (El Rancho del Pájaro Amarillo) es una serie de animación brasileña basada en la serie homónima de libros de Monteiro Lobato. Fue mostrado por primera vez en 7 de enero de 2012, y es producido por la Rede Globo y Mixer. Cada episodio de la serie tomó cinco semanas para estar listo y se basa todo en el libro Travesuras de Naricita, publicado por Monteiro Lobato en 1931. La serie es emitida por Tooncast , Boomerang y Cartoon Network en América Latina. Antes del lanzamiento de la animación, ya había sido liberado para los ninõs en Globo.com. Además, es la cuarta versión adaptada para la televisión brasileña, luego de 3 versiones anteriores, en las que tuvo una serie en 1952, una segunda versión de 1977, y la más reciente, en 2001.

## sinopsis
El escenario principal es el Rancho del Pájaro Amarillo, donde vive Doña Benita, una señora de más de sesenta años de edad que vive en compañía de su nieta Lucía (Naricita) y la sirviente tía Nastásia. Naricita tiene una amiga inseparable, una vieja muñeca de trapo llamada Emilia, hecha por la tía Nastásia. Emilia comienza a hablar gracias a la píldora del altavoz doctor Caracol, un renombrado médico del Reino de las aguas claras, un palacio que está en el fondo de un río cercano del rancho. Durante los días de vacaciones de la escuela, Pedrito, primo de Naricita, pasa una temporada de aventuras en el Sitio. Juntos disfrutan de las aventuras que exploran la fantasía, el descubrimiento y aprendizaje. En varias ocasiones, dejan el sitio para explorar otros mundos y los bosques acerca del rancho.
En el Rancho también es el hogar de varios animales, incluido el cerdo Rabicó, el burro inteligente Consejero, el genial Vizconde de Mazorca y un rinoceronte llamado Caramelo, que huyó de un circo y se mantuvo oculto por los niños.
Mientras que en el rancho los niños tienen una gran cantidad de aventuras, con o sin la participación de la viuda, a conocer a muchas criaturas extrañas, como una sirena, el pez noble Príncipe Escamado, una cucaracha vieja e inquieta llamada Doña Carochinha y las entidades del folklore brasileño, como la bruja cocodrilo Cuca, el Saci y la Iara.

## Emisión
| País                                                                     | Cadena(s)       | Título                    |
| ------------------------------------------------------------------------ | --------------- | ------------------------- |
| Brasil                                                                   | Rede Globo      | Sítio do Pica-pau amarelo |
| Brasil                                                                   | Cartoon Network | Sítio do Pica-pau amarelo |
| Brasil                                                                   | Tooncast        | Sítio do Pica-pau amarelo |
| Brasil                                                                   | Cartoonito      | Sítio do Pica-pau amarelo |
| Argentina 1. $&;[Tooncast]] Boomerang Cartoon Network Cartoonito @-_;\|- | Venezuela       |                           |